# Cascoplecia insolitis
Cascoplecia és un gènere monotípic de dípter nematòcer extint que va viure al Cretaci inferior. Les seves restes fòssils foren trobades en ambre de Burmese. George Poinar, Jr., que descrigué el fòssil, va crear una nova família per a ell, Cascopleciidae. Una de les característiques de Cascoplecia eren tres ocels que emergien d'una protuberància en forma de banya. El gènere Cascoplecia conté només l'espècie tipus, Cascoplecia insolitis.